# Jana Sterbak
Jana Sterbak (Jana Štěrbáková) est une artiste pluridisciplinaire d'origine tchèque.

## Carrière et Parcours Artistique
Sterbak a étudié l'histoire du cinéma avec John Locke et Tom Waugh ainsi que la peinture avec Yves Gaucher  et Guido Molinari à l'Université Concordia où elle complète un baccalauréat en beaux-arts. Dans les années 1980, elle poursuit ses études en histoire de l'art à l’Université de Toronto et à la New York University, qu'elle abandonne en faveur de sa production artistique. Sa démarche artistique intègre la performance dans ses installations photo, vidéo et filmique.
Dans les années 1990, elle s'installe à Paris pour enseigner à l'École nationale supérieure des beaux-arts (ENSBA).
À 36 ans, une rétrospective de son travail est présentée au Musée des beaux-arts du Canada (1991) qui voyagera ensuite à MIT à Boston et au Musée d'Art contemporain de San Diego (1992).
Sa carrière européenne débute en 1990 à Aperto, section internationale de la Biennale de Venise, lorsque Bernard Blistène (co-commissaire) choisit de présenter son travail. Suivent des expositions solo en 1992, au Musée d'Art moderne Louisiana (Danemark) et au MoMA New York, où l'une de ses installations iconiques a été présentée(celle-ci joindra ensuite la collection du MAC Marseille), et en 1993 à la Fondation Caixa de Barcelone.
Son parcours en Europe continue avec l'exposition Velleitas organisée par Corinne Diserens du Musée d'art Moderne St-Étienne (1994) en collaboration avec la Fondation Tapies (1995). L'exposition voyage ensuite à la Serpentine Gallery de Londres (1996).
Au début des années 2000, elle produit deux installations vidéo. La première, From Here to There,  lorsqu'elle représente le Canada à la Biennale de Venise en 2003, la seconde pour la Biennale Internationale d'Art Contemporain de Prague en 2005, Waiting for High Water, vidéo tournée à Venise pendant l'Aqua Alta hivernale. Cette œuvre devient la plus exposée de ses installations vidéo (texte de Hubert Damisch.)
En 2012, le Canada, dont elle possède la nationalité depuis son vingtième anniversaire, lui discerne le Prix Gouverneur Général et en 2017, elle reçoit au Québec le Prix Paul-Émile-Borduas.
« Sa biographie ne se reflète peut-être pas directement dans ses œuvres, mais elle fournit un bagage d'expériences à partir duquel il est possible d’examiner comment les différentes sociétés sont interconnectées. Cette disposition soulève des questions relatives aux conflits humains contemporains, aux tensions entre sphères publique et privée, entre liberté et dépendance.
Les œuvres de Jana Sterbak sont tout aussi poétiques que politiques. Elles sont conceptuellement précises, entremêlant l'immédiateté de matériaux spécifiques et les références à des thèmes issus de la mythologie, de la littérature et de la philosophie. Ses matériaux sont souvent éphémères et portés à se transformer, comme la glace dont sont faites les chaises qui fondent lentement dans Dissolution-Auditorium, ou les pièces de viande qui ont servi à la confection d’une robe dans la célèbre, controversée et, à de multiples reprises, copiée Vanitas : Flesh Dress for an Albino Anorexic. »  Ses œuvres sont de puissantes métaphores des processus sociaux et physiques, qui nous touchent explicitement sur les plans personnel et sensoriel.

## Honneurs
- 1991 - Fellow Guggenheim, John Simon Guggenheim Memorial Foundation, États-Unis[17]
- 1993 - Prix Antoine Guichard, Fondation Casino, Musée de Saint-Étienne, France (discontinué)
- 1995 - Prix Ozias-Leduc, Fondation Émile-Nelligan, Montréal
- 2012 - Prix du Gouverneur général en arts visuels et en arts médiatiques, Canada[18]
- 2017 - Prix Paul-Émile-Borduas, Québec

## Collections publiques
- Brooklyn Museum Centre Elizabeth A. Sackler pour l'art féministe, New York
- Caja Madrid, Madrid
- Centre Georges-Pompidou, Musée national d’art moderne, Paris
- Fonds National d’Art Contemporain (FNAC)
- Fonds Régional d’Art Contemporain (FRAC), France
- Fundació la Caixa, Barcelona
- MAC - galeries contemporaines des Musées de Marseille, Marseille
- MAXXI, Roma
- Musée d’art contemporain de Montréal, Montréal
- Musée des beaux-arts du Canada/National Gallery of Canada, Ottawa
- Musée des beaux-arts de Montréal, Montréal
- Musée d’art moderne de Saint-Étienne, Saint-Étienne
- Musée départemental de Rochechouart, Rochechouart
- Musée des beaux-arts de Nantes, Nantes
- Musée des beaux-arts de l’Ontario / Art Gallery of Ontario, Toronto
- Musée national des beaux-arts du Québec, Québec[19]
- Museu d’Art Contemporain de Barcelone (MACBA), Barcelona
- Museion, Bolzano
- National Gallery of Australia, Canberra
- Queensland Art Gallery, Brisbane
- San Diego Museum of Contemporary Art, San Diego
- The Israel Museum, Jerusalem
- Vancouver Art Gallery, Vancouver
- Walker Art Centre, Minneapolis

## Principales expositions
- 2025 Corpus insolite : Jana Sterbak, Musée des Hospitalières de l’Hôtel-Dieu de Montréal[20]

- 2018 MA, Rouyn-Noranda, Canada
- 2017 Lehmbruck Museum, Duisburg, Allemagne
- 2016 Taxispalais, Innsbruck, Austria
- 2014 A Presence, Museu de Monsterrat, Monsterrat
- 2013, Les Papesses, Palais des Papes et Collection Lambert, Avignon
- 2011, Planétarium, Musée Réattu, Arles
- 2010, Through the eye of the other, La Fenice, Venise
- 2009, Waiting For High Water, Fonderie Darling, Montréal
- 2006, Condition contrainte, Carré d'Art, Nîmes
- 2006, Waiting For High Water, Centre culturel canadien, Paris
- 2006, De la performance al vídeo, Artium, Vitoria-Gasteiz
- 2004, Jana Sterbak, videoinstallations, Brandts Klaedefabrik, Odense
- 2004, From here to there, Musée des Beaux Arts, Nantes
- 2003, From here to there, Biennale de Venise, Venise
- 2002, La lune à l’école, École nationale supérieure des beaux-arts, Paris
- 2002, Pensare ad alta voce, Museo Laboratorio di Arte Contemporanea, Università di Roma "La Sapienza", Rome
- 2000, Direccions, Centro Cultural de la Fundació «la Caixa» de Lleida, Lleida
- 2000, Jana Sterbak: Oasis (part II), The Fabric Workshop and Museum, Philadelphie
- 1999, Jana Sterbak: Early Work (part I), The Fabric Workshop and Museum, Philadelphie
- 1998, Jana Sterbak, Musée d'Art Contemporain de Chicago, Chicago
- 1997, Jana Sterbak: Metamorphosis, David Winton Bell Gallery, Brown University, Providence (Rhode Island)
- 1995, Jana Sterbak: Velleitas, Musée d'art moderne de Saint-Étienne, Saint-Étienne
- 1994, Jana Sterbak: Déclaration, Musée d'art contemporain de Montréal,  Montréal
- 1993, I Want You to Feel the Way I Do, Fundació La Caixa,  Barcelone
- 1993, Jana Sterbak, Louisiana, Museum of Modern Art, Fredensborg
- 1992, Project Room, Museum of Modern Art, New York
- 1990, Jana Sterbak, New Museum of Contemporary Art, New York
- 1985, Ida Applebroog/Jana Sterbak, Glendon Gallery, Glendon College, Toronto
- 1985, Jana Sterbak, The Ydessa Gallery, Toronto